# شهيباء بلدشونية
شهيباء بلدشونية (الاسم العلمي: Lallemantia baldshuanica) هي نوع نباتي يتبع جنس الشهيباء من الفصيلة الشفوية.

## تسميات
لاليمانتيا بلدشونية.